# ازندريان
ازندريان (بالفارسية: ازندریان) هي مدينة في قسم جوکار في مقاطعة ملاير بمحافظة همدان في إيران. يقدر عدد سكانها بـ 8,685 نسمة .

## معرض الصور

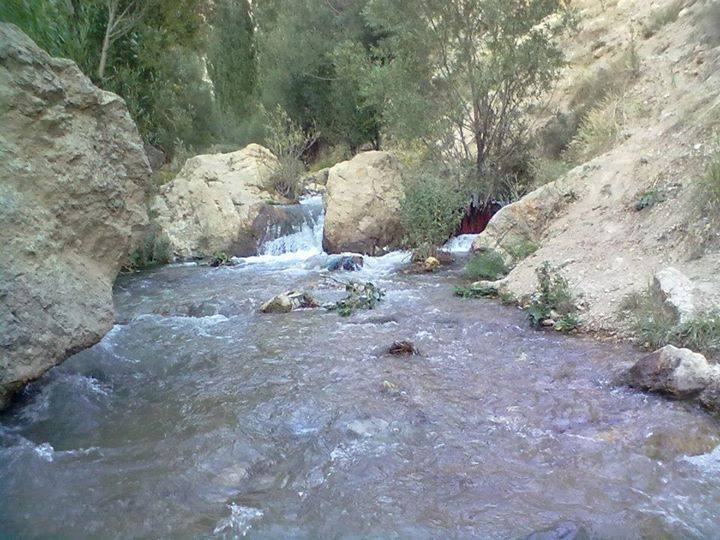
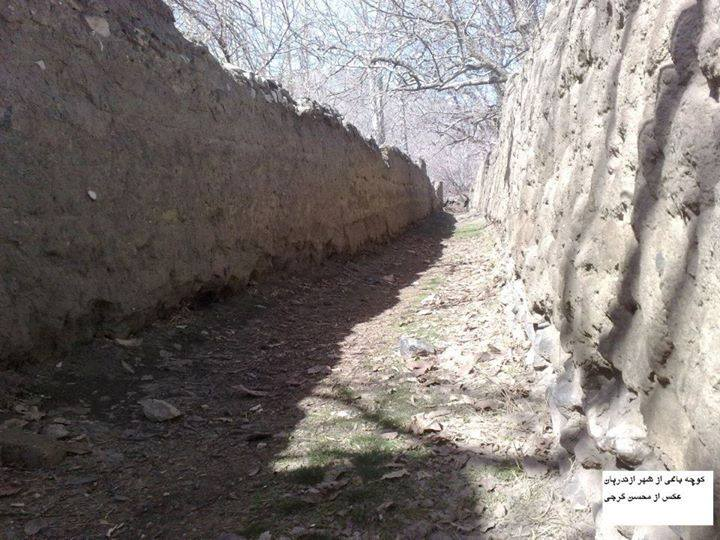
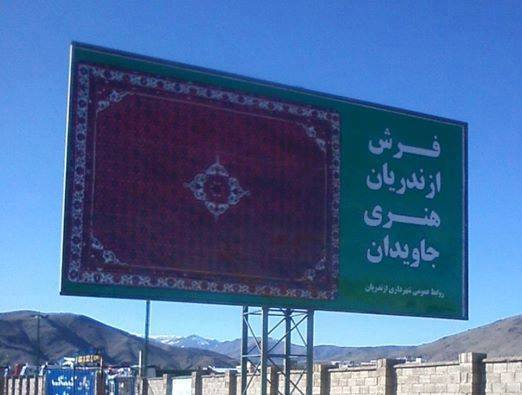